# Julià de Jòdar i Muñoz

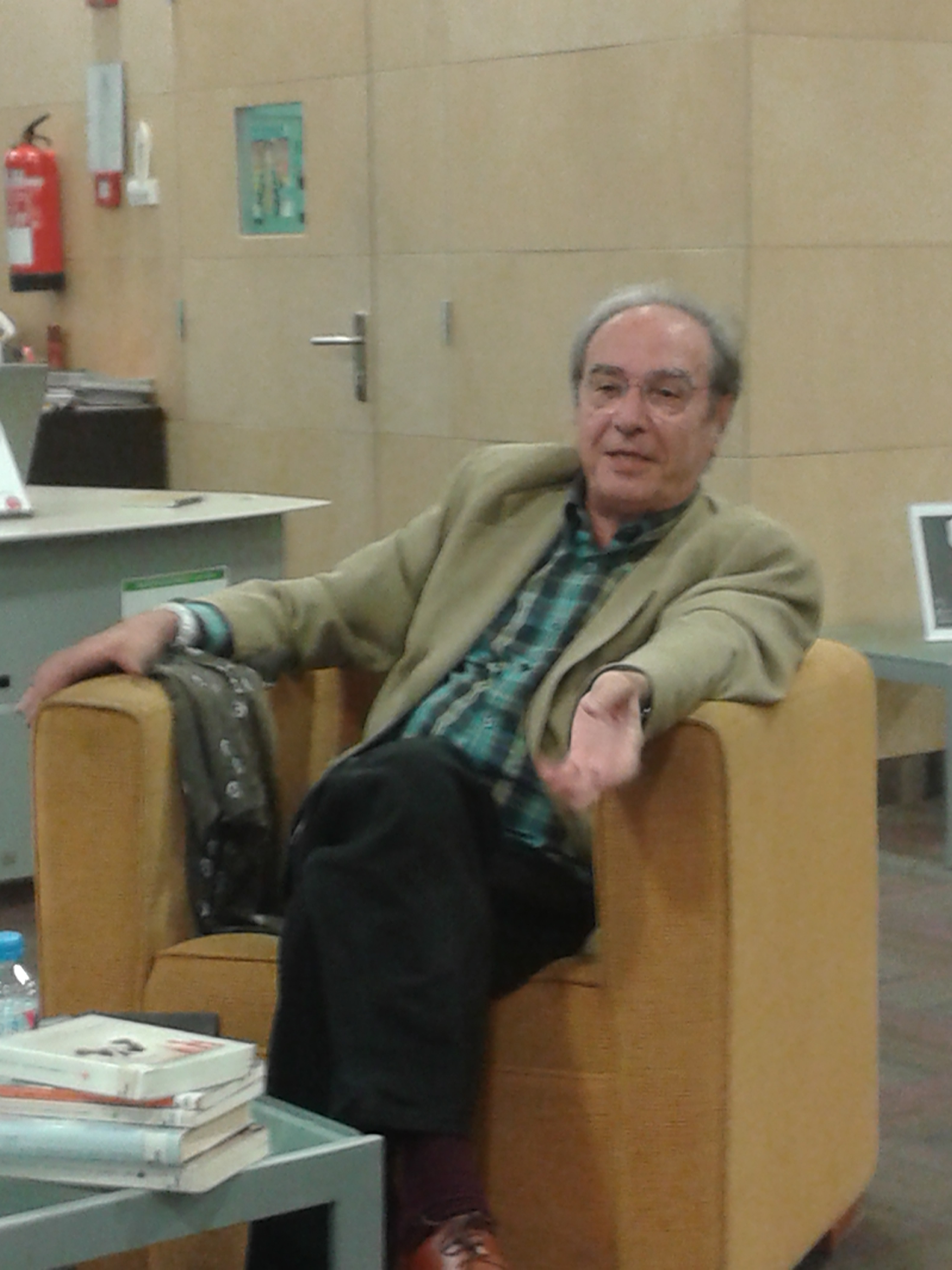
Julià de Jòdar (2014)

Julià de Jòdar i Muñoz (* 28. Dezember 1942 in Badalona) ist ein katalanischer Schriftsteller. Er ist politisch als Abgeordneter der Unitat Popular aktiv. Zu seinen Romanen gehört eine Trilogie über die Geschichte der katalanischen Arbeiterklasse.

## Werke

### Romane
- L’àngel de la segona mort. Quaderns Crema, Barcelona 1997, ISBN 84-7727-185-2 (Preis Ciutat de Barcelona 1998)
- El trànsit de les fades. Quaderns Crema, Barcelona 2001, ISBN 84-7727-344-8 (Kritik Preis von Katalanische Erzählung 2001)
- L'home que va estimar Natàlia Vidal. Edicions 62, Barcelona 2002, ISBN 84-297-5347-8 (Prudenci Bertrana Preis 2003)
- El metall impur. Proa, Barcelona 2005, ISBN 84-8437-858-6 (Sant Jordi-Preis für Romane 2005, Kritik Preis Serra d’Or von Literatur und Essay 2007)
- Noi, ¿has vist la mare amagada entre les ombres? Proa, Barcelona 2008, ISBN 978-84-8437-445-9
- La pastoral catalana. Proa, Barcelona 2009 (Premi Carlemany 2009, Kritik Preis Serra d’Or von Literatur und Essay 2011).

### Erzählungen
- Zapata als Encants. Quaderns Crema, Barcelona 1999, ISBN 84-7727-285-9

### Weitere Publikationen
- Fot-li que som catalans. L’Esfera dels Llibres, Barcelona 2005 (mit Xavier Bru de Sala und Miquel de Palol).
- Fot-li més que encara som catalans. L’Esfera dels Llibres, Barcelona 2006 (mit Xavier Bru de Sala und Miquel de Palol).
- Directe al gra. Ed. Brosquil, 2007.
- Cop de CUP. Viatge a l’ànima i a les arrels de les Candidatures d’Unitat Popular. Columna Edicions, Barcelona 2012 (mit David Fernàndez).